# الكسندر بي. موريسون
الكسندر بي. موريسون هو قسيس كندي، ولد في 22 ديسمبر 1930 في إدمونتون في كندا، وتوفي في 12 فبراير 2018.